# Hexametra
 Hexametra  ist eine Gattung der Spulwürmer (Ascaridida), die in Speiseröhre, Magen, Darm und Kloake bei Schuppenkriechtieren parasitieren. Gattungstypisches und namensgebendes Merkmal ist der sechs Aufzweigungen aufweisende Uterus (von altgriechisch ἑξά hexa, deutsch ‚sechs‘ und μήτρα metra, deutsch ‚Gebärmutter‘). Zwischenlippen sind nicht ausgebildet.
Arten:
- Hexametra angusticaecoides
- Hexametra applanata
- Hexametra boddaertii
- Hexametra bozkovi
- Hexametra cephaloptera
- Hexametra chamelensis
- Hexametra daelhloltzlii
- Hexametra hexametra
- Hexametra leidyi
- Hexametra leptophia
- Hexametra multicornis
- Hexametra nilotica
- Hexametra quadrangularis
- Hexametra quadricornis
- Hexametra quadrilobata
- Hexametra sewelli